# Chiltiupán
Chiltiupán es un distrito del departamento de La Libertad, El Salvador. Ubicado en cordillera del bálsamo. Tiene una población estimada de 10 914 habitantes para el año 2024.
| Censo | Población | Cambio | Porcentaje |
| ----- | --------- | ------ | ---------- |
| 2007  | 10 897    | N/D    | N/D        |
| 2024  | 10 914    | 17     | 0.2%       |

## Historia
Chiltiupán es un pueblo precolombino, y se estima que fue un importante centro religioso. 
De acuerdo a la relación geográfica hecha en 1740 por el alcalde mayor de San Salvador, Manuel de Gálvez Corral, el pueblo de Santo Domingo Chiltiupan con 28 indios tributarios; las actividades económicas, en poca cantidad por la pequeñez del pueblo, eran el cultivo de maíz, algodón, cacao y bálsamo y la crianza de gallinas.  
Perteneció al curato de Ateos en 1770, y en 1785 al Partido de Opico. Antonio Gutiérrez y Ulloa, Intendente de San Salvador, en un informe del año 1807 estableció que "Chiltiupán era Pueblo de indios. Benefician bálsamo y cosechan cacao, todo en corta cantidad, sin bondad en estas labores ni economía en aquel ramo, siembran muy pocos maíces y por consiguiente este pueblo como los demás de la Costa (del Bálsamo) están en extrema miseria y despoblados".

### Pos-independencia
Para el año 1835 fue parte del departamento de San Salvador. Tras ser parte sucesivamente de Cuscatlán, y nuevamente a San Salvador, en 1865 pasó definitivamente a La Libertad.
De acuerdo con la estadística del departamento de La Libertad hecha por el gobernador José López en el 23 de mayo de 1865, tenía una población de 282 personas.
Para el 30 de diciembre de 1883, la municipalidad estaba construyendo un cabildo de 30 varas de largo y 6 de ancho con un corredor, hasta esa fecha, se gastó 1013.25 pesos para la obra.

## Información general
El distrito cubre un área de 96,66 km², y la cabecera tiene una altitud de 725 m s. n. m. Las fiestas patronales se celebran en el mes de abril en honor a san Marcos el Evangelista. El topónimo náhuat Chilticteupan o Chiltiktiupan significa "El templo rojo", "Santuario rojo", o "La ciudad de dios".

## Cantones
El distrito cuenta con los cantones y caseríos siguientes: Julupe, Siberia Norte, Siberia Sur, El Zonte, Shutia, Las Flores, Santa Marta, Santa Lucía, Termópilas, Cuervo Abajo y Cuervo Arriba
En total son 16 comunidades que posee el municipio, cada comunidad tiene diferentes sitios atractivos para hacer turismo.

## Turismo
El distrito posee la playa El Zonte que es una atracción turística en el sur de La Libertad.
Otra atracción turística es la Poza del Letrero, una poza ubicada en el Río de El Zonte, donde se ubica una pared de piedra la cual tiene grabados jeroglíficos indígenas de los cuales se desconoce su significado.
También se encuentran muchos sitios atractivos para hacer turismo como por ejemplo salir a caminar por las hermosas montañas que posee el municipio de Chiltiupan entre ellas se puede mencionar el cerro Malacate y el cerro Encantado, o simplemente disfrutar de la hermosa vista que puede observarse desde el mirador que se encuentra construido en la famosa "cueva de los mañosos".

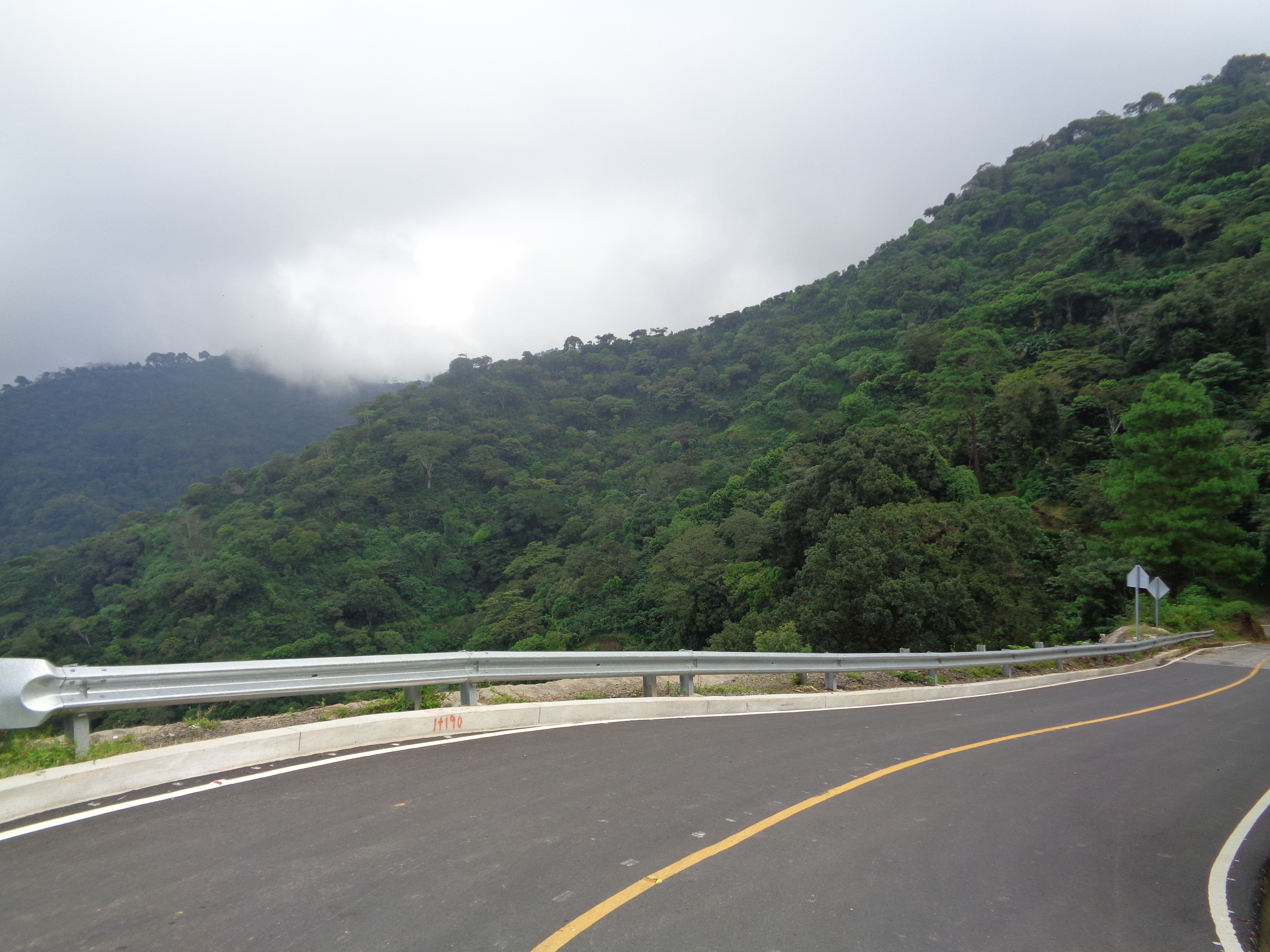
VISTA DE LA CALLE CUMBRE

Chiltiupan posee una ricacultura incluso se hacen tradiciones como el festival del maíz, festival de bandas, y las famosas fiestras patronales en honor a San Marcos Evangelista.

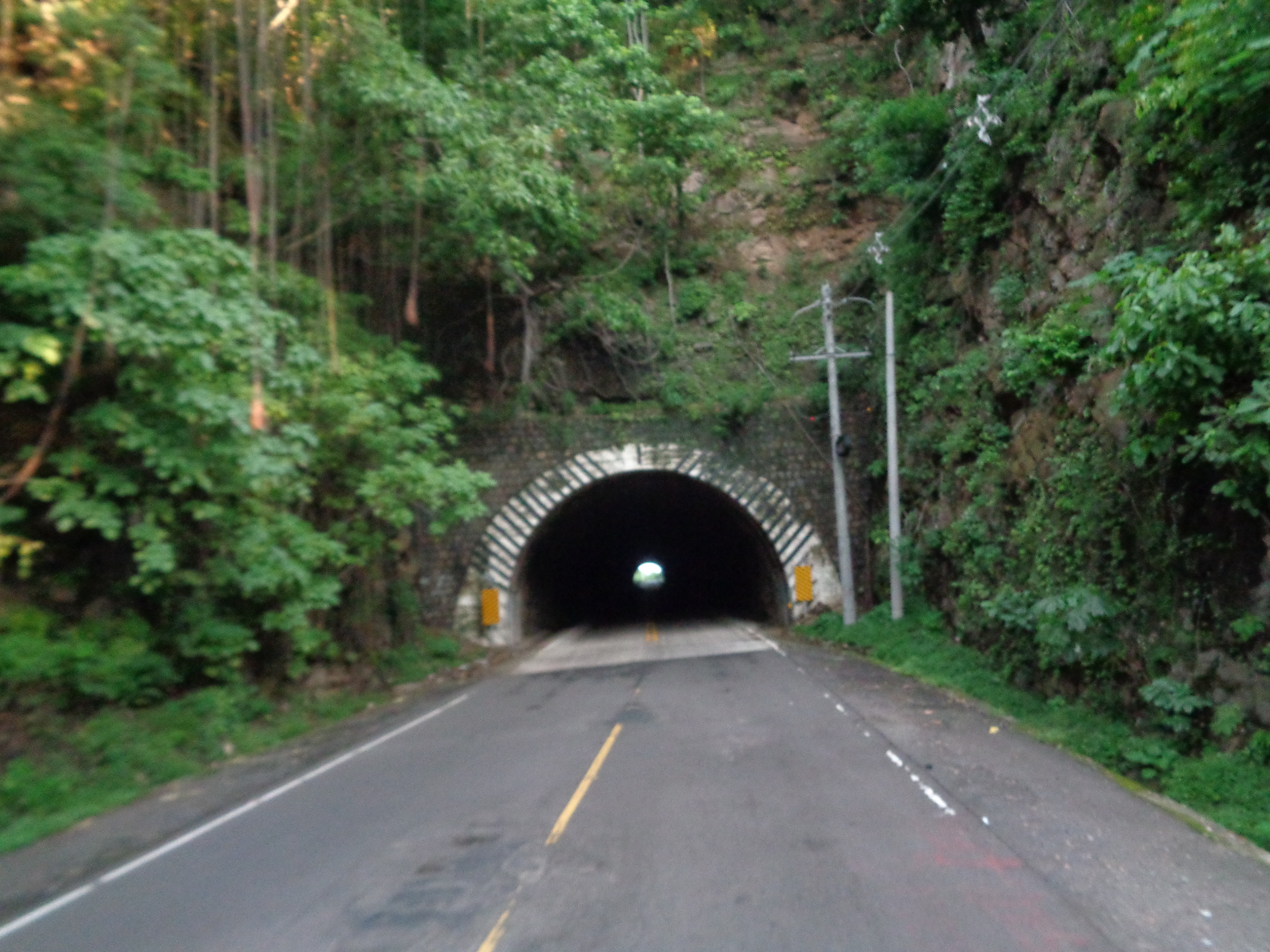